# Болл, Джон (писатель)
Джон Дадли Болл (англ. John Dudley Ball, 18 июля 1911, Скенектади, США — 15 октября 1988, Лос-Анджелес, США) — американский писатель, редактор, военный лётчик, автор детективов.

## Биография
Детство Джона прошло в Милуоки. Окончив колледж Carroll, он стал лётчиком. В годы Второй мировой войны служил в авиации.
После войны Болл работал радиокомментатором, помощником куратора планетария, музыкальным редактором на радиостанции «Бруклинский орёл». Много лет прослужил лётчиком. Написал более 10 романов. Наиболее известен его антирасистский роман 1965 года «Душной ночью в Каролине» с участием чернокожего детектива Вирджила Тиббса. За этот роман он получил премию Эдгара Аллана По за лучший первый роман американского писателя. Произведение было экранизировано. Роман вошёл в список «100 самых лучших романов XX века по версии Независимой ассоциации торговцев детективной литературой».

## Романы
Кроме романа «Душной ночью в Каролине», перу писателя также принадлежат такие книги, как «Операция „Трамплин“», «Операция „Космос“», «Космомастер 1», «Первая команда», «Фургон» и другие.
Отступлением от жанра детектива в творчестве Джона Болла был политический триллер «Первая команда». Действие происходит после капитуляции США Советскому Союзу (который так и не называется в книге) без единого выстрела.

### Вирджил Тиббз
1. In the Heat of the Night (1965) — Душной ночью в Каролине [Другое название: Душная ночь в Каролине]
2. The Cool Cottontail (1966) — Смерть в нудистском парке
3. Johnny Get Your Gun (1969) — Твой выстрел, Джонни! [Другое название: Death of a Playmate (1972)]
4. Five Pieces of Jade (1972) — Пять осколков нефрита
5. The Eyes of the Buddha (1976) — Глаза Будды
6. One for Virgil Tibbs (1976) (рассказ)
7. Virgil Tibbs and the Cocktail Napkin (1977) (рассказ)
8. Virgil Tibbs and the Fallen Body (1978) (рассказ)
9. Then Came Violence (1980)
10. Singapore (1986) — Сингапур
11. Good Evening Mr. Tibbs (1987) — Добрый вечер, мистер Тиббс (рассказ)

### Вне серии
- Operation Springboard (1958) — Операция «Трамплин» [Другое название: Operation Space — Операция «Космос»]
- Arctic Showdown: An Alaskan Adventure (1966)
- Rescue Mission (1966)
- Miss One Thousand Spring Blossoms (1968)
- The First Team (1971) — Первая команда
- Mark One: The Dummy (1974)
- The Winds of Mitamura (1975)
- Phase Three Alert (1977)
- Police Chief (1977) — Шеф полиции
- A Killing in the Market (1978)
- The Mystery Story (1978)
- The Murder Children (1979)
- Trouble for Tallon (1981)
- Chief Tallon and the S.O.R. (1984)
- Murder California Style (1987)
- The Kiwi Target (1988)
- The Van: A Tale of Terror (1989) — Фургон: история ужаса